# Tachiraptor
Tachiraptor admirabilis is een vleesetende theropode dinosauriër, behorend tot de Neotheropoda, die tijdens het vroege Jura leefde in het gebied van het huidige Venezuela.

## Vondst en naamgeving
Van het eind van de jaren tachtig af werden in de deelstaat Táchira, bij een wegsnijding tussen La Grita en Seboruco, de resten opgegraven van dinosauriërs. De meeste daarvan behoorden aan een kleine ornithischische planteneter, die in 2014 benoemd werd als Laquintasaura. Sommige resten, voornamelijk tanden, waren echter van een theropode. In 2013 werden resten geïdentificeerd van theropode ledematen.

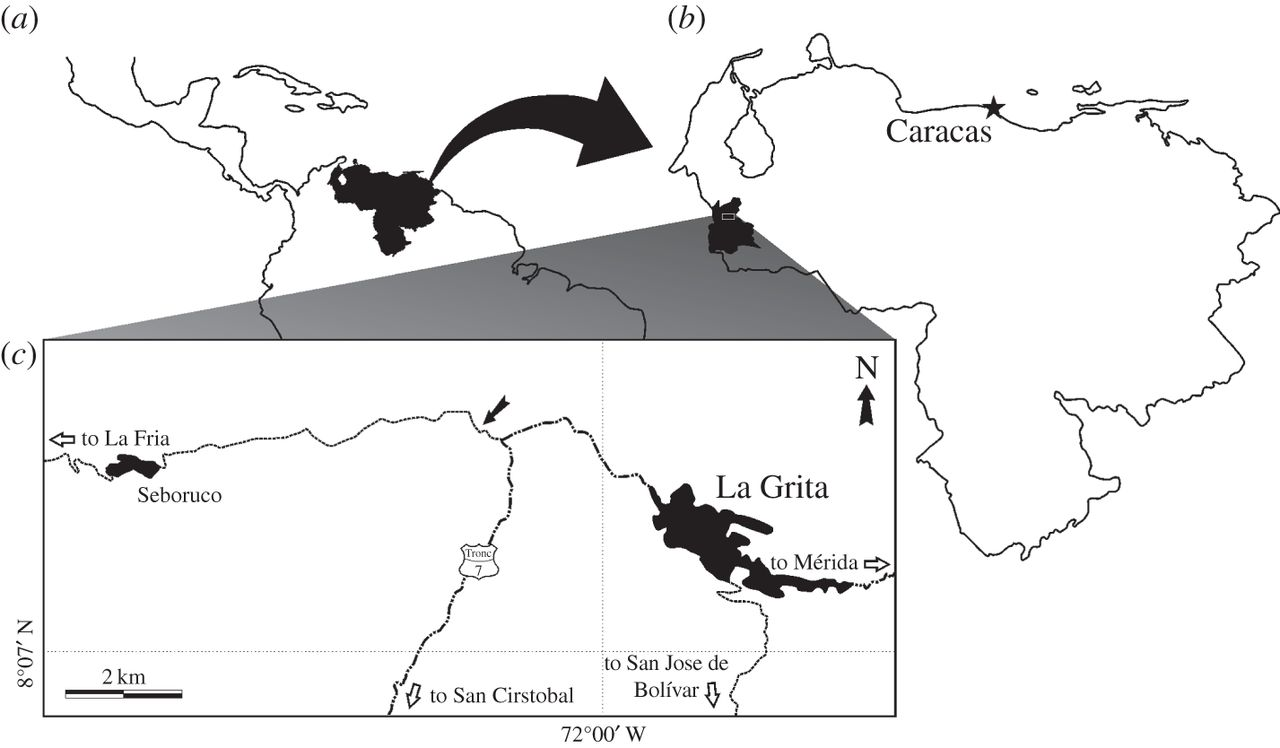
De vindplaats

In 2014 werd de typesoort Tachiraptor admirabilis benoemd en beschreven door Max Cardoso Langer, Ascanio D. Rincón, Jahandar Ramezani, Andrés Solórzano en Oliver Walter Mischa Rauhut. De geslachtsnaam is een samentrekking van Táchira en het Latijnse raptor, "rover". De soortaanduiding betekent "bewonderenswaardig" in het Latijn. Het is een verwijzing naar de Campaña Admirable van Simón Bolívar waarmee deze in 1813 het Spaanse gezag over de gebieden brak waarin ook de vindplaats van het fossiel is gelegen.
De fossielen zijn gevonden in een laag van de La Quintaformatie die dateert uit het vroege Hettangien en volgens zirkoondatering maximaal 200,72 miljoen jaar oud is; een minimale leeftijd kon niet worden vastgesteld en de werkelijke ouderdom kan dus een stuk lager liggen. Ze bestaan uit een holotype, IVIC-P-2867 bestaande uit een vrijwel compleet rechterscheenbeen, en een toegewezen specimen, IVIC-P-2868 bestaande uit de bovenkant van een linkerzitbeen. Hoewel beide exemplaren van dezelfde vindplaats afkomstig zijn, gaat men er toch van uit dat het om twee verschillende individuen gaat. Ze werden aan dezelfde soort toegewezen omdat ze ongeveer dezelfde lichaamsgrootte hebben, ongeveer dezelfde evolutionaire "ontwikkelingsgraad" tonen, theropoden kennelijk zeldzaam zijn in de formatie wat de kans verhoogt dat er maar één taxon van een dergelijke fylogenetische positie aanwezig is; en het een eenvoudiger verklaring is om maar één soort aan te nemen.

## Beschrijving

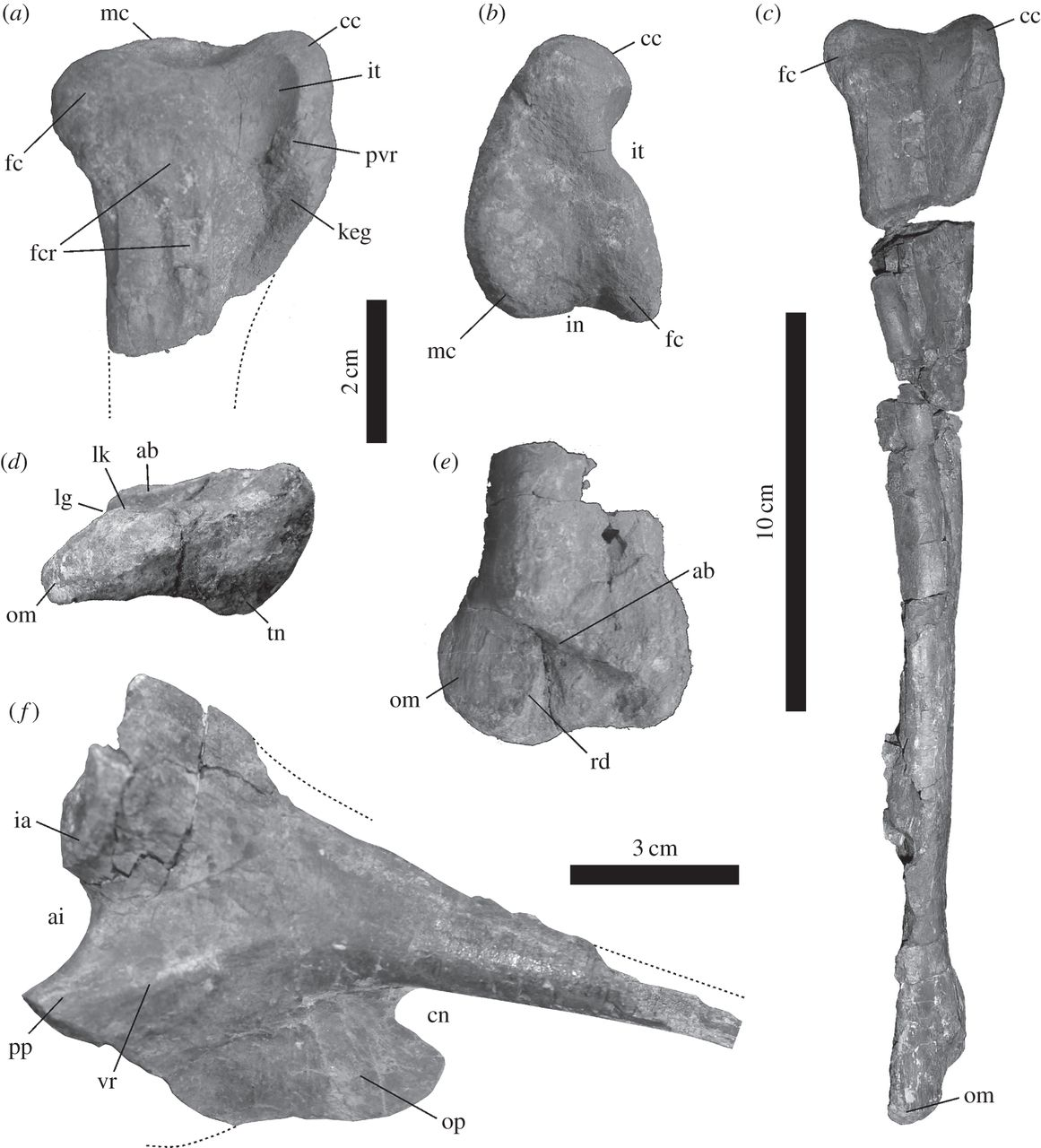
De gevonden fossielen. Links onder het zitbeen. Midden boven het bovenvlak van het scheenbeen; duidelijk is te zien dat het buitenste uitsteeksel scherper is en meer naar achteren reikt wat bewijst dat Tachiraptor een geldig taxon is

Tachiraptor is naar schatting ruim anderhalve meter lang. Dit komt overeen met een gewicht van twee à drie kilogram.
De beschrijvers wisten enkele onderscheidende kenmerken vast te stellen. Eén daarvan is een mogelijke autapomorfie, een unieke afgeleide eigenschap: bij het scheenbeen heeft de achterste buitenhoek van het bovenvlak, aan de kant van het kuitbeen, een achterrand die in bovenaanzicht een scherpe hoek maakt met de zijrand en zo een punt vormt die verder naar achteren uitsteekt dan de achterste binnenhoek van het bovenvlak. Daarnaast is er een unieke combinatie van op zich niet unieke kenmerken. Het ondervlak van het scheenbeen is overdwars meer dan anderhalfmaal zo breed als van voor naar achter lang. De schuine richel die bovenaan het vlak begrenst over welke de opgaande tak van het sprongbeen de onderste voorkant van het scheenbeen overgroeit, beslaat een kwart tot een derde van de verticale lengte van het onderste voorvlak van het scheenbeen en maakt een hoek van 35° met de onderrand van het bot; de richel draait op het laagste punt wat naar boven, op een punt een vijfde van de breedte overdwars van de buitenste zijrand verwijderd. Een lijn getrokken tussen de buitenste en binnenste onderste knobbels van het scheenbeen maakt in vooraanzicht een hoek van 80° met de verticale as.
Het scheenbeen heeft een lengte van zo'n vijfentwintig centimeter en een minimale doorsnede van de middenschacht van ongeveer twee centimeter. Het bovenvlak is ruwweg driehoekig met twee achterste uitsteeksels, gescheiden door een ondiepe inham en ongeveer even groot, hoewel de buitenste wat meer naar achter steekt. Het binnenste uitsteeksel (cm: condylus medialis) is afgerond en het buitenste (fc: condylus fibularis) vormt een scherpe hoek van 75 à 80°, de bovengenoemde autapomorfie. Middenin is het bovenvlak wat uitgehold. Er is ook vooraan een uitsteeksel, de bovenkant van een kam, de crista cnemialis. Dit dient als aanhechting voor de spieren die het onderbeen strekken en is bij een rennende vorm als Tachiraptor goed ontwikkeld. In bovenaanzicht is dit uitsteeksel afgerond; het bovenvlak ervan is bol en verheven ten opzichte van de condylus fibularis. De kam beslaat ongeveer de helft van de lengte van het bovenvlak van het scheenbeen.
Aan de buitenkant van het scheenbeen loopt een lengtegroeve, de incisura fibularis die zo heet omdat zij zich aan de kant van het kuitbeen, de fibula bevindt. Deze groeve is bij Tachiraptor ondiep. Aan de achterzijde wordt de groeve bovenaan begrensd door crista fibularis op de condylus fibularis aan de voorzijde door een verticale lengterichel (pvr) op de achterste buitenzijde van de crista cnemialis. Meer vooraan loopt nog een groeve aan de buitenzijde van die kam, schuin van boven en vooraan naar beneden en bezijden. Hierin liep vermoedelijk de pees van een strekkende spier. Verschillende Ceratosauria hebben ook zo'n groef. Afgezien hiervan is het bot in deze sector wat verticaal uitgehold omdat het kuitbeen ertegen rustte.

## Fylogenie
Tachiraptor is in 2014 basaal in de Neotheropoda geplaatst, volgens een kladistische analyse als zustersoort van de Averostra. Het zou daarmee verreweg de oudste bekende soort zijn van de tak die naar de Averostra leidt waarvan de oudste bekende vertegenwoordigers vijfentwintig miljoen jaar jonger zijn en uit het middelste Jura stammen. Tachiraptor is naast Laquintasaura een bewijs dat de equatoriale zone van het supercontinent Pangea een rol speelde in de ontwikkeling van de dinosauriërs.

## Levenswijze
Tachiraptor was een kleine tweevoetige vleeseter die vermoedelijk joeg op Laquintasaura die half zo lang was. Daarnaast is een dieet van kleinere gewervelden waarschijnlijk.